# Schleicher K7

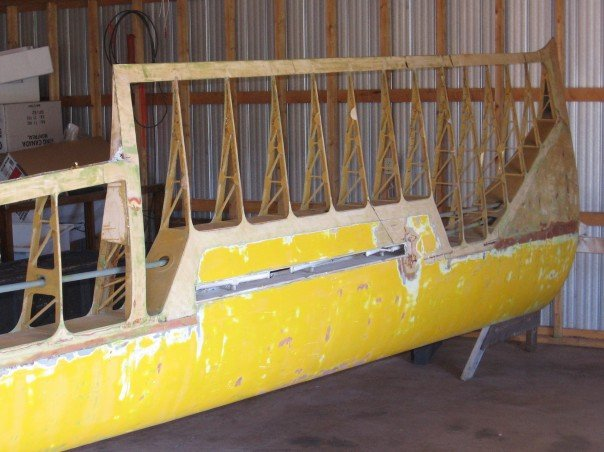
K7 vleugel zonder linnen bespanning waardoor de houten constructie te zien is

De Schleicher K7, ook wel Ka-7 of K7 genoemd, is een hoogdekker tweezits zweefvliegtuig van West-Duitse makelij. Het zweefvliegtuig is ontworpen door Rudolf Kaiser en werd geproduceerd door Alexander Schleicher GmbH & Co. Door de Amerikaanse Federal Aviation Administration wordt het toestel officieel aangeduid met K7. Ook de Nederlandse Inspectie Leefomgeving en Transport (ILT) heeft het vliegtuig opgenomen als K7.

## Ontwerp en ontwikkeling
De K7 was oorspronkelijk bedoeld als tweezits zweefvliegtuig voor les- en opleidingsdoeleinden.
De romp van het vliegtuig heeft een met linnen bespannen staalbuisvakwerkconstructie, dit in tegenstelling tot zijn voorganger de Ka-2 die een houten romp had. De houten vleugels zijn met linnen bespannen. De vleugels zijn uitgerust met duikremkleppen. Het landingsgestel bestaat uit een enkel vast ongeremd wiel.
Nadat 511 exemplaren van het type waren gebouwd is de productie vanwege de introductie van de Schleicher ASK 13 gestaakt. De K7 kan worden omgebouwd in een K7/13 met behulp van een ombouwpakket. Hierbij wordt de vleugel verlaagd tot een middendekker en wordt de gedeelde kapconstructie vervangen door een kap uit een stuk. Het resultaat is een vliegtuig dat eruitziet als een ASK 13.

## Operationele geschiedenis
De K7 heeft in 1964, in Zuid-Afrika, een wereldrecord gevlogen in de tweezitterklasse door een 500 km driehoekige vlucht te maken. De snelheid was hierbij 84 km/u.
In Nederland zijn anno 2013 zestien toestellen in het luchtvaartregister van het ILT ingeschreven.

## Varianten
Ka-2
Eerdere type met een houten romp.
K7
Type met een staalbuis vakwerk romp.
K7/13
K7 omgebouwd naar een middendekker met doorlopende kap.
ASK 13
Opvolger van de K7

## Specificaties K7

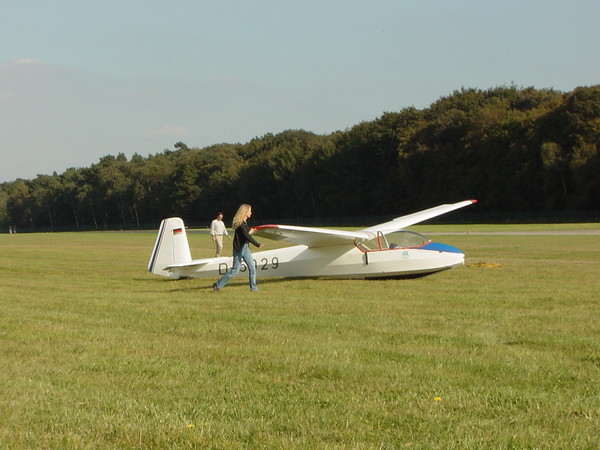
K7 na een landing

### Algemene eigenschappen
- Bijnaam: Rhönadler
- Productieperiode: 1957-1977
- Bemanning: 1
- Capaciteit: 1 + 1 passagier
- Spanwijdte: 16.0 m
- Lengte: 8.15 m
- Vleugeloppervlak: 17,56 m²
- Aspect ratio: 14.6:1
- Profiel: wortel - Goettingen 533 (16%), tip - Goettingen 533 (14%)
- Leeggewicht: 285 kg
- Maximaal gewicht: 480 kg

### Prestaties
- Maximale snelheid: 170 km/h
- Maximale glijhoek: 25:1 bij 80 km/h
- Minimale daalsnelheid: 0,89 m/s bij 68 km/h
- Vleugelbelasting: 27.34  kg/m²